# Snart kommer Jesus på himmelens sky
Snart kommer Jesus på himmelens sky är en psalm med text från 1905 av Ada R Habershon och musik från 1905 av Robert Harkness. Texten översattes till svenska 1918.

## Publicerad i
- Segertoner 1930 som nr 285.
- Segertoner 1988 som nr 658 under rubriken "Jesu återkomst".[1]